# Anetan
Anetan, en nauruan Añetañ, est un des quatorze districts et une des huit circonscriptions électorales de Nauru.

## Étymologie
Selon l'allemand Paul Hambruch, le terme nauruan Añetañ signifie « mangrove » ce qui laisse penser que ces formations végétales existaient à Nauru et qu'elles ont vraisemblablement disparu avec la majorité des forêts de l'île à la suite de l'exploitation du phosphate.

## District

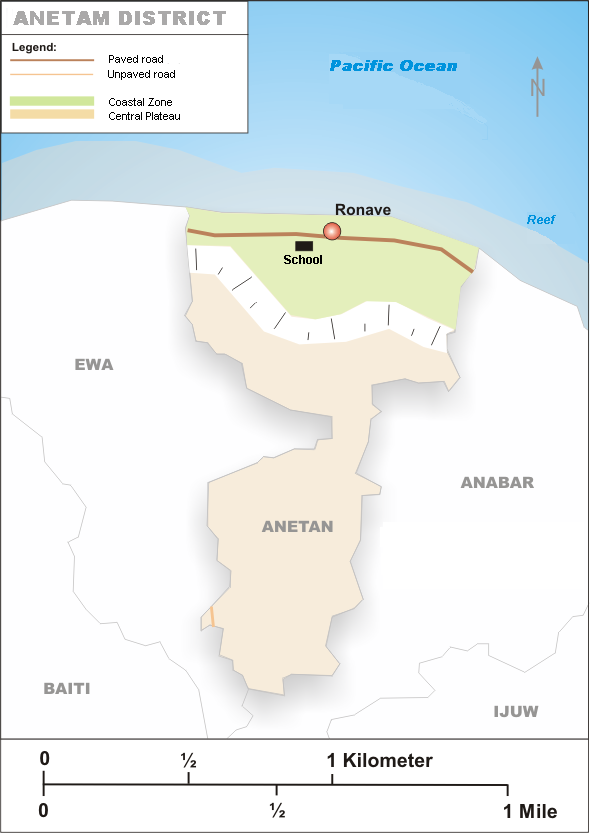
Carte du district d'Anetan.

### Géographie
Anetan se trouve dans le Nord de l'île de Nauru. Il est bordé par l'océan Pacifique au nord et par les districts d'Ewa à l'ouest et d'Anabar à l'est.
Son altitude moyenne est de 25 mètres (minimale : 0 mètre, maximale : 40 mètres) et sa superficie est de 1 km2 (septième rang sur quatorze).

### Infrastructures
Anetan abrite sur son territoire une école.

### Population
Anetan est peuplé de 479 habitants (sixième rang sur quatorze) avec une densité de population de 497 hab/km2.
La zone correspondant au district d'Anetan était composée à l'origine de douze villages : Anebweyan, Anuuroya, Atedi, Eatebibido, Eatedeta, Eateduna, Ibwerin, Mediteru, Mererawua, Mwea, Ngengan et Ronawi.

## Circonscription électorale

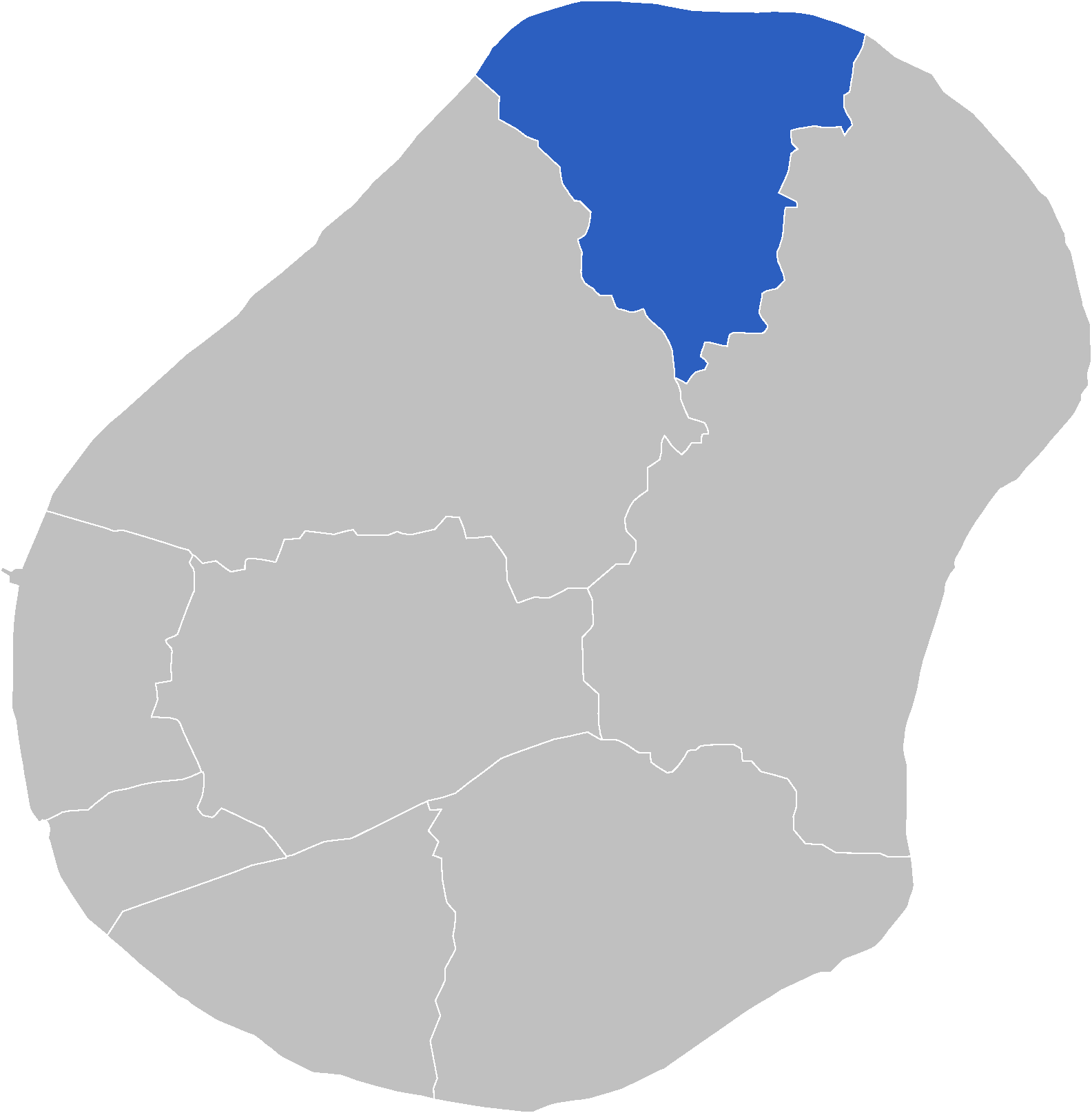
Carte de localisation de la circonscription électorale d'Anetan.

La circonscription électorale d'Anetan est composée des districts d'Anetan et d'Ewa. Elle a une superficie de 2,2 km2, une population de 1 226 habitants et une densité de 557,3 hab/km2. Elle fournit deux élus au Parlement de Nauru au terme des élections législatives.
| Candidat          | Valeur des votes |
| ----------------- | ---------------- |
| Marcus Stephen    | 215,28           |
| Remy Namaduk      | 189,38           |
| Vassal Gadoengin  | 145,46           |
| Cyril Buramen     | 132,85           |
| Paul Ika          | 112,85           |
| Landon Deireragea | 112,57           |
| Kelvin Huber      | 105,99           |
| Julie Olsson      | 96,56            |
| Rimone Tom        | 93,79            |
| Timothy Aingimea  | 81,86            |
| Jacobus Fritz     | 81,42            |

| Candidat          | Valeur des votes |
| ----------------- | ---------------- |
| Marcus Stephen    | 226,24           |
| Vassal Gadoengin  | 200,7            |
| Remy Namaduk      | 181,57           |
| Landon Deireragea | 170,26           |
| Cyril Buramen     | 153,92           |
| Paul Ika          | 135,81           |
| Rimone Tom        | 134,31           |
| Gonzaga Namaduk   | 101,76           |